# Application identité
Pour les articles homonymes, voir Identité.
En mathématiques,  l'application identité ou la fonction identité est l'application qui n'a aucun effet lorsqu'elle est appliquée à un élément : elle renvoie l'argument sur lui-même. Formellement, sur un ensemble {\displaystyle E}, c'est l'application :
Le graphe de l'application identité de {\displaystyle E} est appelé la diagonale du produit cartésien {\displaystyle E\times E}. Pour {\displaystyle E=\mathbb {R} } l'ensemble des réels, ce graphe est la première bissectrice du plan euclidien.

Graphe de la fonction identité sur.

## Notations
L'application identité de {\displaystyle E} est notée {\displaystyle \mathrm {Id} _{E}} ou {\displaystyle \mathrm {id} _{E}}. Quand il n'y a pas d'ambiguïté sur l'ensemble {\displaystyle E} sur lequel on travaille, on la note simplement {\displaystyle \mathrm {Id} } ou {\displaystyle \mathrm {id} } .

## Propriétés remarquables
Pour toute application {\displaystyle f} d'un ensemble {\displaystyle E} dans un ensemble {\displaystyle F}, on a :
En particulier, l'application identité est l'élément neutre du monoïde des applications de {\displaystyle E} dans lui-même muni de la composition de fonctions, et du groupe des bijections de {\displaystyle E} dans lui-même, appelé le groupe symétrique de {\displaystyle E}.

## En algèbre linéaire
Si {\displaystyle E} est un espace vectoriel, alors {\displaystyle \mathrm {id} _{E}} est une application linéaire et son déterminant vaut {\displaystyle 1}.
De plus, si {\displaystyle E} est de dimension finie {\displaystyle n}, alors la matrice représentant {\displaystyle \mathrm {id} _{E}} est la matrice identité {\displaystyle I_{n}} dans n'importe quelle base {\displaystyle B} de {\displaystyle E} :

## En topologie
L'application identité permet de comparer deux topologies : sur {\displaystyle X}, une topologie {\displaystyle \tau _{2}} est plus fine qu'une topologie {\displaystyle \tau _{1}} lorsque {\displaystyle \mathrm {id} _{X}} est continue de {\displaystyle (X,\tau _{2})} dans {\displaystyle (X,\tau _{1})}.